# Abydoský královský seznam

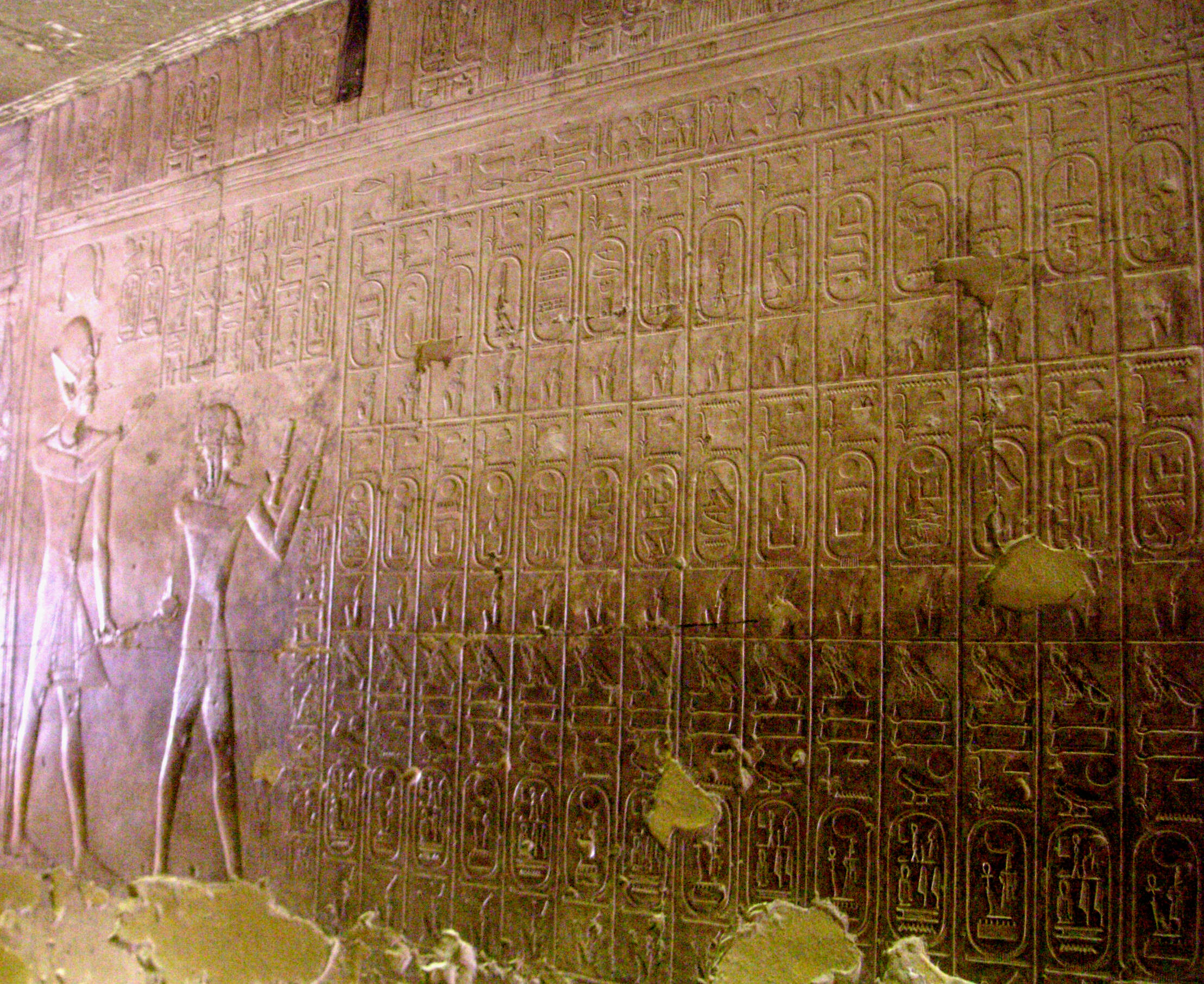
Abydoský královský seznam

Abydoský královský seznam je označení užívané v egyptologii pro jeden z původních dochovaných soupisů jmen staroegyptských panovníků. Je vytesán na stěně jednoho z chrámů v Abydu (odtud odvozen název) vybudovaném Sethim I. a dokončeném Ramessem II.

Zapsaný seznam králů se nachází v zádušním chrámu Setiho I., na pravé stěně průchodu z druhé Hypostylového sálu, označované jako Galerie seznamů. Vlevo je Seti I. v modré koruně, v jedné ruce drží censers  a druhou ukazuje na  znaky slavných králů, ke kterým se s úctou hlásí. Před ním je zobrazen mladý princ Ramesses, držící papyrusové svítky, ze kterých si může číst, s doprovodným textem před sebou:
Přednáší chválu dědičnému knížeti, nejstaršímu ze svého těla, jeho milovanému synu Ramessovi, který je ospravedlněný a pravdivého hlasu…
 

Abydoský seznam králů

 Text pokračuje v šesti svislých sloupcích nad Ramessem kde Seti promlouvá o obětích bohu Horovi.
Král Menmaetrou přináší bohu oběti jídla od krále Horního a Dolního Egypta. Zdravím tebe Ptahu Sokare,  ; udělám pro tebe všechno to co   Horus opatřil svému  otci Osirisovi

 Seznam obsahuje jména celkem 76 králů v nepřetržitém sledu, bez jakýchkoli dalších údajů, od Meniho až po Sethiho I., který ve svém chrámu seznam králů zadal zvěčnit. Tak jako je tomu u jiných královských seznamů, ani účel seznamu z Abydu nebyl historicky korektně chronologický, ale kultovní, oslavující  vládu faraona. Na doprovodném vyobrazení Sethi I. spolu s princem Ramessem (budoucím Ramessem II.) přináší oběť těm z předchozích panovníků, jejichž jména resp. kartuše jsou zaznamenána. Soupis zjevně nebyl zamýšlen jako historický záznam, nemá historickou přesnost. Jména řady králů ale i celých dynastií jsou vynechána, zejména pak těch, kdy se narušila autorita a moc celistvého Egypta. Takže až po panovnících 12. dynastie následují králové 18. dynastie. Podle převládajícího mínění badatelů  nejsou v seznamu uvedeni panovníci, jejichž vláda nebyla pokládána za legitimní, např. Hyksósové, nebo byla Egypťany považována za jinak odporující principu maat, např. králové z období  Druhé přechodné doby zahrnující 13. až  17. dynastii. Obdobně byli v seznamu vynecháni faraoni 18. dynastie z  Amarnského období datované od vlády  Achnatona a jeho náboženské reformy uctívání boha slunce Atona. Příznačná je i absence záznamu královny Hatšepsut. Proto je v seznamu králů za kartuší Amenhotepa III. uveden až obnovitel řádu „maat“ faraon Haremheb, následně pak  zakladatel 19. dynastie Ramesse I.
Abydoský seznam králů byl tedy pro Sethiho I. symbolickým obrazem jeho ztotožnění se se slavnými předchůdci, kteří tak Sethimu dávají legitimitu jeho vlády, slávu a moc k pokračování v jejich odkazu. Na spodním řádku seznamu jsou opakující se trůnní a rodné kartuše Sethiho I. zdůrazňující jeho oddanost bohům.

## Další královské seznamy
- Karnacký královský seznam
- Palermská deska
- Sakkárský královský seznam
- Turínský královský papyrus